# Vorberg (Lübbenau/Spreewald)

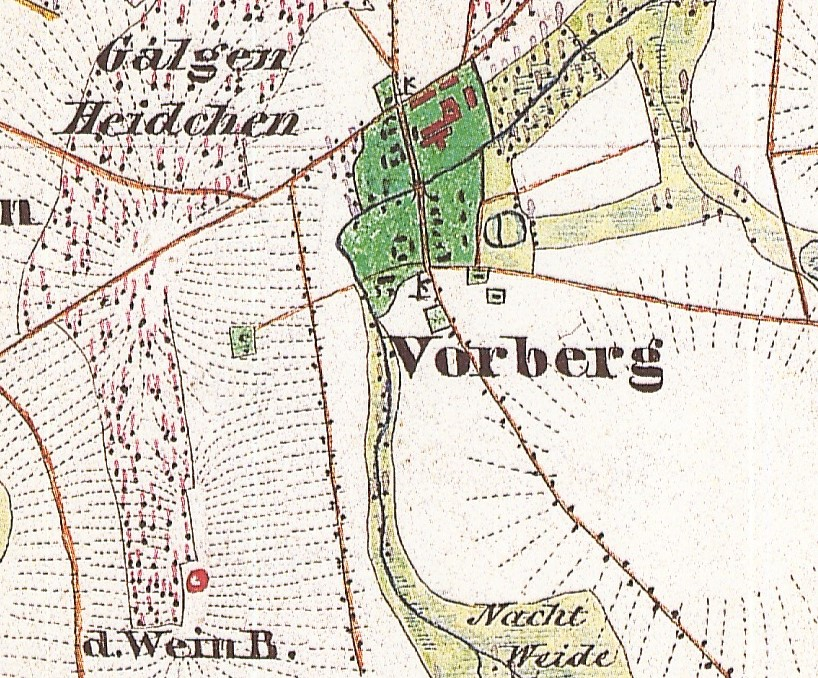
Vorberg auf dem Urmesstischblatt Nr. 4149 Lübbenau von 1846

Vorberg mit den umliegenden Ortschaften auf dem Messtischblatt Lübbenau (1916)

Vorberg, niedersorbisch Barak, war ein Dorf in der Niederlausitz auf dem heutigen Gebiet der Stadt Lübbenau/Spreewald im Landkreis Oberspreewald-Lausitz. Der Ort wurde 1964 zugunsten des Braunkohletagebaus Seese-West devastiert, die 99 Einwohner des Dorfes mussten umgesiedelt werden.

## Lage
Der Ort Vorberg lag in der Niederlausitz an der Grenze zum Spreewald zwischen den Städten Calau im Süden und Lübbenau/Spreewald im Norden. Die Gemarkung von Vorberg grenzte im Norden an Kittlitz, im Osten an Kückebusch, im Süden an Seese, und im Westen an Schönfeld und Hänchen. Westlich des Ortes lag das Waldgebiet Galgenheidchen, das jedoch zum größten Teil zur Gemarkung von Hänchen gehörte. Die Klepna floss durch den Ort. Er lag auf 61 m ü. NHN.

## Geschichte
Vorberg wurde im Jahr 1355 erstmals urkundlich erwähnt. Der Name lautete damals Vorwerge. Der Ortsname wurde nach einem Gutshof benannt, der zu einem Ort gehörte, eben ein Vorwerk war. Zu welchem Ort dieses Vorwerk ursprünglich gehörte, ist mangels Urkunden nicht bekannt. Aus diesem Gutshof entwickelte sich später das Dorf. Der sorbische Ortsname Barak bedeutet übersetzt „Baracke“, das Benennungsmotiv ist hier das gleiche wie auch beim deutschen Ortsnamen. Nach der Dorfstruktur war Vorberg ein kleines Straßendorf.

### Frühgeschichte
Die Gemarkung Vorberg war schon früh besiedelt, wie bronzezeitliche, eisenzeitliche und slawische Funde belegen. Aus der Bronzezeit stammt der Fund eines Lappenbeils. Am Weinberg südwestlich des Ortskerns wurde ein Gräberfeld der späten Bronzezeit/frühen Eisenzeit gefunden. In den Urnengräbern wurden Keramik der Billendorfer Kultur, Bronzenadeln, ein Steinmeißel und ein Doppelgefäß gefunden. Ein slawischer Burgwall mit 40 Meter Durchmesser wurde schon in früherer Zeit teilweise abgetragen. Die ältere Phase der Burg wird durch Funde frühslawischer Keramik und eines awarischen Trensenknebels in das 7./8. Jahrhundert datiert. Die jüngere Phase wird in das 10. Jahrhundert gestellt, in der die Burg aufgegeben wurde und verfiel. Es gibt keine Zerstörungs- oder Brandspuren. Im Burggraben wurden kulturanzeigende Pollen von Getreide, Wegereich und Beifuß gefunden, die auf eine große waldfreie Umgebung schließen lassen.

### Besitzgeschichte
1355 wurde Vorberg erstmals urkundlich genannt, als der Gottesdienst in der Vorberger Kirche durch den Pfarrer von Schönfeld neu geregelt wurde. Vorberg war nach Schönfeld eingepfarrt. Das Dorf gehörte damals den von Zieckau. Vorberg muss damals schon zur Herrschaft Reichwalde gehört haben, die 1345 im Besitz des Johann von Strehle war, und dem auch die Herrschaft Beeskow gehörte. 1377 kamen Johann und Ulrich von Biberstein zunächst in den Mitbesitz, 1382 in den Vollbesitz der Herrschaft Reichwalde. Die Herrschaft Reichwalde war allerdings z. T. an Aftervasallen vergeben, wie z. B. Vorberg an die von Zieckau. 1384 erhielten Johann und Ulrich von Biberstein die Belehnung mit den Herrschaften Beeskow, Storkow, Reichwalde und Märkisch Buchholz durch den böhmischen König Wenzel. 1414 mussten sie aber einen großen Teil der Herrschaft, die ihnen noch direkt unterstand, an die Stadt Luckau verkaufen. Dadurch endete die selbstständige Geschichte dieser Herrschaft. Die Reste der Herrschaft in der Niederlausitz wurden an die Herrschaft Storkow bzw. das Amt Storkow angeschlossen.
Am 20. März 1443 belehnte Friedrich von Bieberstein zu Beeskow und Storkow die Gebrüder Bernhard und Nickel von Drauschwitz zu Schönfeld mit dem Dorf Vorberg. 1445 folgte die Belehnung der Frau von Nickel von Drauschwitz auf Schönfeld mit dem Dorf Vorberg als ihr Leibgedinge durch Friedrich von Biberstein.
1518 saß dann Caspar von Rochlitz auf Vorberg. Nach dem Erbregister der Herrschaft Storkow von 1518 hatte das Rittergut Vorberg ein halbes Ritterpferd zu stellen bzw. zu unterhalten und auszustatten. Dies wird auch im Verzeichnis der für die Herrschaft Storkow zu leistenden Rossdienste von 1565 wiederholt. 1538 erhielt Hans von Rochlitz auf Vorberg die Belehnung mit dem benachbarten Dorf Redlitz, das er von seinem Vater Caspar geerbt hatte. Es ist also wahrscheinlich, dass Caspar von Rochlitz auch schon der Vorbesitzer von Vorberg war. Vorberg und Redlitz blieben bis ins 19. Jahrhundert immer in einer Hand verbunden. 1535 erhielt Hans von Rochlitz vom Stift Dobrilugk das Dorf Drochow als Lehen. 1548 setzte er seiner Frau Margarethe von Peschen das Dorf Redlitz zum Leibgedinge. 1555 erhielt er einen neuen Lehenbrief von Bischof Johann von Lebus, dem neuen Lehnsherrn der Herrschaften Beeskow und Storkow über das Dorf Vorberg. 1559 war Margarethe Witwe geworden; sie bat um einen Vormund für ihre vier minderjährigen Söhne. Nachdem die vier Brüder von Rochlitz volljährig geworden waren, wurden 1576 Heinrich, Wolf, Georg und Hans von Rochlitz mit dem Dorf Redlitz (und mutmaßlich auch mit Vorberg) belehnt. Die Feldmark des Dorfes Vorberg war 1570 in 11½ Hufen eingeteilt; die Erträge für den Grundherrn waren entsprechend eher gering. Nach dem Tod von Kaiser Maximilian II. und dem Regierungsantritt seines Nachfolgers Rudolf II. wurde für Georg und seinen im Ausland befindlichen Bruder Hans 1577 erneut ein Lehnbrief für das Dorf Redlitz ausgestellt. Vermutlich waren Heinrich und Wolf in der Zwischenzeit verstorben oder anderweitig abgefunden. 1587 verkauften Georg und Hans von Rochlitz Vorberg für 5.929 Taler und 18 Silbergroschen an Dietrich von Raschkau. Merkwürdigerweise ist noch eine Ehestiftung eines Albrecht von Raschkau auf Vorwerk mit einer Elisabeth von Thümen von 1578 bekannt. Es ist denkbar, dass dieser Albrecht von Raschkau das Gut gepachtet hatte. Auch Redlitz wurde kurz nach dem Verkauf von Vorberg 1588 an Dietrich von Raschkau verkauft. Hans von Rochlitz kaufte 1592 von Albrecht von Wehlen das Dorf Stoßdorf (devastiert bei Luckau) und einen Bauern in Egsdorf.
Mit Dietrich von Raschkau beginnt die 350-jährige Besitzzeit der Familie von Raschkau in Vorberg (und im benachbarten Dorf Redlitz). Dietrich von Raschkau hatte 1573 das Rittergut Selchow in der Herrschaft Storkow von Dietrich von Flanß gekauft, das er aber bereits 1585 weiter an Andreas von Selchow verkauft hatte. Während seiner Selchower Zeit war er auch einige Zeit Amtshauptmann in Beeskow. 1587 hatte Dietrich von Raschkau die Belehnung mit Vorberg erhalten. Am 4. April 1588 folgte dann die Belehnung mit Redlitz durch den Landvogt der Niederlausitz Jaroslav von Kolowrat. Dietrich von Raschkau stammte aus Hillmersdorf bei Schlieben. Sein Bruder Matz (Matthias) erbte Hillmersdorf und wurde später zur gesamten Hand auch mit Vorberg und Redlitz belehnt. Dietrich von Raschkau muss vor 1598 gestorben sein. Ihm folgte sein Sohn (Hans) Albrecht nach, der beim Tod des Vaters noch minderjährig war.
Auf Bitten seiner Vormünder wurde (Hans) Albrecht von Raschkau 1598 ein Lehnbrief über das Dorf Vorberg ausgestellt. 1602 leistete er nach Erreichen der Lehnsfähigkeit den Lehnseid. 1609 wurde er erneut mit dem Dorf Vorberg belehnt. Besonders hervorgehoben sind die Brau- und Schankgerechtigkeit des Krügers und die Gerechtigkeit zur Niederlassung von Schustern, Schneidern, Schmieden und anderen Handwerkern. 1604 war (Hans) Albrecht von Raschkau auf Vorberg auch mit dem Dorf Redlitz belehnt worden. Vom 18. März 1609 datiert eine erste Ehestiftung des Albrecht von Raschkau (auch Raschke genannt) auf Vorberg und Malsdorf (recte Mehlsdorf) mit Elisabeth von Wuthenow, Witwe des Christoph von Leipziger. Es wurde ein Ehegeld von 1.500 Talern festgesetzt. Die Ehestiftung wurde in Malsdorf geschlossen. Einen weiteren Lehnbrief für Redlitz erhielt Albrecht von Raschkau 1615. In die gesamte Hand war sein Onkel Matthias (Matz) von Raschkau zu Hillmersdorf aufgenommen, d. h., sollte er, Albrecht, keinen männlichen Lehnsfolger haben, würden sein Onkel und dessen männliche Nachkommen in die Lehnsnachfolge von Redlitz treten. Umgekehrt waren Hans Albrecht und seine männliche Nachkommenschaft in die gesamte Hand (oder Lehnsnachfolge) für die Dörfer Hillmersdorf und Proßmarke aufgenommen, falls sein Onkel oder sein Sohn keine männlichen Lehensnachfolger haben sollte, was später tatsächlich passierte. Die Belehnung über Redlitz wurde 1623 erneuert. Matthias von Raschkau auf Hillmersdorf war aber inzwischen gestorben. An dessen Stelle trat nun sein Sohn Johann Georg, also der Vetter von Albrecht.
Die Belehnung des (Hans) Albrecht von Raschkau mit dem Dorf Redlitz wurde 1639 durch den Landvogt der Niederlausitz Sigismund Seyfried Freiherr von Promnitz wiederum erneuert. Albrecht war in zweiter Ehe mit Anna Elisabeth von Schilling verheiratet. Mit ihr hatte er den Sohn Georg Dietrich (* 8. September 1639), der bei seinem Tod 1640 erst ein Jahr alt war. Georg Dietrich erbte nun Redlitz und Vorberg.
Die Witwe und der Vormund Melchior von Schilling beantragten Indult für Georg Dietrich, der ihm 1641 auch erteilt wurde. Die Witwe Anna Elisabeth von Schilling heiratete in 2. Ehe Heinrich von Birckholtz auf Kümmritz; aus der Ehe gingen drei weitere Söhne hervor. Heinrich von Birckholtz beantragte für seinen Stiefsohn 1644 und 1658 erneut Indult. Am 7. Oktober 1659 leistete Georg Dietrich nach Erreichen der Lehnsfähigkeit den Lehnseid. Zwei Jahre zuvor 1657 hatte er sich an der Universität Wittenberg immatrikuliert. 1659 belehnte Kurfürst Friedrich Wilhelm, Markgraf von Brandenburg Georg Dietrich von Raschkau mit dem Dorf Vorberg in der Herrschaft Reichwalde samt allen Zubehörungen, Ober- und Niedergerichtsbarkeit, je einer Wasser- und Windmühle, dem Pfarr- und Kirchlehen, der Brau- und Schankgerechtigkeit des Krügers und der Gerechtigkeit zur Niederlassung von Schustern, Schneidern, Schmieden und anderen Handwerkern – so wie es vormals die von Rochlitz innehatten. 1660 bat Georg Dietrich die sächsische Lehenskanzlei in Moritzburg, seine drei Stiefbrüder Cuno Christoph, Hans Heinrich und Georg Friedrich von Birckholtz in die Mitbelehnschaft an seinem Gut Redlitz aufzunehmen. Das Gut war damals noch durch den Dreißigjährigen Krieg stark in Mitleidenschaft gezogen und nur etwa 1.000 Taler wert. Die Schatzung für das Dorf, auf der die Steuerzahlungen beruhten, betrug nur 600 Taler. Sein Wunsch wurde ihm genehmigt. Ob dies auch für Vorberg geschah, ist leider nicht bekannt.
Um 1660 starb sein Vetter Hans Georg von Raschkau, der Sohn seines Großonkels Matthias von Raschkau auf Hillmersdorf und Proßmarke, und vererbte ihm die beiden Güter. Um 1660 hatte Georg Dietrich Elisabeth von Polenz, Tochter des Hans Christoph von Polenz auf Beesdau und seiner Frau Anna Christine von Löben geheiratet. Georg Dietrich scheint nun vor allem in Hillmersdorf gelebt zu haben, denn sein einziger Sohn Hans Albrecht (* 14. Oktober 1663) wurde in Hillmersdorf geboren. Außerdem hatte er noch eine Tochter Anna Christina (* 17. Juni 1665), die in erster Ehe mit Wolf Christoph von Löben auf Görsdorf und Schenkendorf, und in zweiter Ehe mit Oberst Caspar Siegmund von Rodewitz verheiratet war. Auch die Ehestiftung der Anna Christina von Raschkau wurde am 25. April 1691 in Hillmersdorf geschlossen. Am 15. Juni 1675 starb Georg Dietrich in Grochwitz an einem Schlaganfall. Seine Witwe heiratete 1677 den Georg Heinrich von Seydewitz auf Rammenau in der Oberlausitz.
Der erbberechtigte Sohn Hans Albrecht war beim Tod des Vaters noch minderjährig, und so musste seine Mutter bei der Lehenskanzlei mehrfach um Aufschub bitten. Für das Dorf Redlitz erhielt Hans Albrecht von Raschkau 1676, 1693 und 1697 Lehenbriefe. Für Vorberg existiert lediglich noch ein Lehenbrief von 1701. 1690/92 hatte er Ärger mit seinen Nachbarn Gotthardt Reinhardt und Adam Siegmund von Kückbusch zu Kückebusch wegen Räumung des Grenz- und Mühlenfließes. 1691 kaufte Hans Albrecht das Gut Settinchen (Stadt Calau) mit der Wüstung Alte Biehlen und der Bielower Mühle für 3.000 Taler von Rittmeister Georg von Sagritz. Das Dorf Biehlen und wahrscheinlich auch die Bielower Mühle waren zu dieser Zeit seit geraumer Zeit wüst. Mitbelehnt an Settinchen war der Landesälteste des Kreises Calau Friedrich Wilhelm von Hoym auf Kittlitz bzw. nach dessen Tod seine Söhne Alexander Christoph und Christian Wilhelm. Hans Albrecht (sic!) von Raschkau heiratete 1692 Johanna Magdalena von Drandorff, die Tochter des Kapitänleutnants Christoph Adolph von Drandorff auf Kolochau und der Dorothea Euphrosyne von Leipziger. Es wurde eine Ehegeld von 1.000 Talern vereinbart; die Ehestiftung wurde in Hillmersdorf geschlossen. Aus der Ehe gingen die Söhne Hans Siegmund (getauft 14. März 1693) und Christoph Dietrich (getauft 8. Dezember 1694) sowie die Töchter Rahel Sofie, Christiane Dorothea und Johanna Elisabeth hervor. 1694 verkaufte Hans Albrecht von Raschkau Hillmersdorf und Proßmarke an Graf Heinrich Wilhelm zu Solms (1668–1718) in Sonnenwalde, der in diesem Jahr den Lehnbrief durch Kurfürst Johann Georg IV. von Sachsen erhielt.
1702 war Hans Albrecht von Raschkaus Schwager Caspar Siegmund von Rodewitz auf Görsdorf (Gem. Dahmetal) gestorben. Seine Schwester Anna Christina hatte dieses Gut von ihrem verstorbenen ersten Mann Wolf Christoph von Löben geerbt und in die 2. Ehe eingebracht. Hans Albrecht von Raschkau übernahm nun auch das Gut Görsdorf, musste aber die Brüder des verstorbenen Caspar Siegmund von Rodewitz abfinden; er bezahlte ihnen 5.000 Taler in bar aus. Seine Schwester hatte außerdem die wüste Feldmark Serno (bei Görsdorf) geerbt und bestimmte ihren Bruder Hans Albrecht als Lehenträger.
Doch Hans Albrecht von Raschkau starb früh mit nur 40 Jahren am 6. April 1703. Er hatte im Testament bestimmt, dass der ältere Sohn Hans Siegmund Görsdorf und die Sornosche Feldmark erhalten sollte, der jüngere Christoph Dietrich Vorberg, Redlitz und Settinchen. Die Töchter sollten je 2.000 Taler zur Ausstattung bekommen. Die Erben seiner Schwester Anna Christina von Rodewitz, verw. von Löben sollten 4.000 Taler bekommen. Die Söhne waren beim Tode des Vaters noch minderjährig, und die Mutter übernahm zunächst die Verwaltung der Güter. Sie zog in den 1730er Jahren nach Dahme/Mark, kaufte dort einige der Freigüter und starb dort 1754. 1704 erhielten die noch minderjährigen Söhne des Johann Albrecht auf Bitten ihrer Mutter den Lehnbrief über Redlitz. 1715 erhielten sie die Belehnung mit Görsdorf. Im selben Jahr erhielt Christoph Dietrich die Belehnung mit Settinchen. 1722 erhielt Johann Sigismund die alleinige Belehnung mit Görsdorf und der Feldmark Sorno. Ein Lehnbrief über Vorberg hat sich nicht erhalten.
Christoph Dietrich von Raschkau wurde 1721 zum Landesdeputierten des Calauischen Kreis gewählt, ein Amt, das er bedingt durch seinen Militärdienst 1730 aufgab. Er brachte es bis zum Rittmeister in der sächsisch-polnischen Armee und starb am 16. Januar 1734 in Mogilloc bei Krakau. Er war nicht verheiratet und hatte auch keine Nachkommen. So fiel sein Besitz Redlitz, Settinchen und Vorberg an seinen Bruder Hans Siegmund auf Görsdorf.
Johann/Hans Siegmund/Sigismund von Raschkau war mit Christiane Henriette von der Drössel, Tochter des Leutnants Johann Friedrich von der Drössel auf Drahnsdorf und Schäcksdorf verheiratet. In der Ehestiftung von 1727 war ein Ehegeld in Höhe von 1.000 Talern festgesetzt worden. Hans Siegmund von Raschkau hatte das Rittergut Görsdorf und die daran anschließende Feldmark Sorno aus dem väterlichen Erbe erhalten. Nach dem Tod des Bruders Christoph Dietrich erhielt er 1734 die Belehnung mit Redlitz. Ein Lehnbrief für Vorberg und Settinchen hat sich nicht erhalten. 1753 war der Wert der vier Rittergüter wie folgt geschätzt worden, Görsdorf: 12.000 Taler, Vorberg; 9.000 Taler, Redlitz: 3.000 Taler, Settinchen: 4.000 Taler und die wüste Feldmark Sorno: 4.000 Taler. Hans Siegmund von Raschkau starb am 3. März 1756.
Erbe war sein Sohn Hans Dietrich (* 19. Januar 1730); der andere Sohn Christian Heinrich (* 1737) war jung gestorben. Die Tochter Johanna Elisabeth heiratete nach dem Tod des Vaters den Hauptmann Busso Adam von Stammer (* 1717, † 29. Oktober 1786) auf Görlsdorf, der später noch bis zum Oberstleutnant aufstieg. Das Rittergut Vorberg war inzwischen in ein Erblehengut umgewandelt worden. Laut Ehestiftung von 1727 stand aber zunächst der Mutter  Christiane Henriette die Nutznießung der Güter Redlitz und Vorberg zu. Darüber kam es jedoch zu Auseinandersetzungen zwischen Mutter und Sohn, die schließlich vertraglich beigelegt wurden. Hans Dietrich von Raschkau heiratete Henriette Elisabeth von Dallwitz aus dem Hause Dolzig, mit der er den Sohn Hans Friedrich (* 21. September 1774) und die Töchter Johanna Charlotte Elisabeth (* 28. Juni 1771), Wilhelmine Amalie (* 17. Januar 1776) und Friederike Gotthelfe Elisabeth (* 13. Januar 1779) hatte. Wilhelmine Amalie und Friedrike Gotthelfe Elisabeth heirateten das Brüderpaar Wilhelm und Friedrich von François. Die dritte Tochter Charlotte Elisabeth hatte den Philipp Gottlob August von Stropschütz gen. Miesitschek von Wischkau geheiratet. 1776 wollte Hans Dietrich von Raschkau sein Gut Redlitz gegen das Gut Pitschen des Friedrich Ludwig von Maltistz eintauschen. Das Gut Pitschen war allerdings 36.000 Taler wert, Redlitz nur 3.000 Taler. Die große Restsumme wollte er durch den Verkauf von Vorberg und die Aufnahme einer Hypothek begleichen. Der Verkauf von Vorberg scheiterte, und von Maltitz wollte schließlich auch nicht mehr Redlitz übernehmen. Dafür ermäßigte er den Kaufpreis von Pitschen um 5.000 Taler. Schließlich konnte Hans Dietrich von Raschkau den Kauf über Hypotheken und Ratenzahlung doch noch stemmen. 1795 verkaufte Hans Dietrich Pitschen an seinen Sohn Hans Friedrich für 40.000 Taler, der es nur ein Jahr später an seinen Schwager Philipp Gottlob August von Stropschützt gen. Miesitschek von Wischkau für 50.000 Taler verkaufte. Hans Dietrich von Raschkau starb am 9. Juni 1796 in Dahme.
Das Gut Görsdorf kam 1796 an die Brüder Wilhelm und Friedrich von François, die mit den Schwestern Wilhelmine Amalie und Friederike Gotthelfe Elisabeth von Raschkau verheiratet waren. Sie überließen es aber bald darauf ihrem Vetter. Am 27. August 1799 belehnte Kurfürst Friedrich August von Sachsen Hieronymus Friedrich von Stammer mit dem Gut Görsdorf.
Erbe der anderen Lehen war Hans Dietrich von Raschkaus Sohn Hans Friedrich, der sich mit Henriette Luise von François verheiratete. Drei Söhne, Moritz Wilhelm Konstanz, Karl Wilhelm Heinrich und Gustav Heinrich Bruno und drei Töchter wurden erwachsen. Am 4. Juli 1828 wurde der Rezess über die Dienstregulierung und Gemeinheitsteilung zwischen den Vorberger zwei Bauern, den fünf Kossäten und einem Büdner und ihrem Gutsherr, Kriegsrat Hans Friedrich von Raschkau abgeschlossen. Sie mussten aber ein Drittel ihres Bodens an die Gutsherrschaft abtreten. Hans Dietrich von Raschkaus Sterbedatum konnte nicht ermittelt werden. Erben der drei verbliebene Güter waren seine drei Söhne Gustav Heinrich Bruno, Karl Wilhelm Heinrich und Moritz Wilhelm Konstanz.
1828 übernahm Gustav Heinrich Bruno das Gut Settinchen, das er allerdings 1837 an die Fürstin zu Waldeck-Pyrmont verkaufen musste. Karl Wilhelm Heinrich erhielt Redlitz, das 1840 verkauft werden musste.
Vorberg ging an Moritz Wilhelm Konstanz von Raschkau. Er war mit Marie Luise Friederike von Freyberg aus dem Hause Ramsin, der Tochter des Rittmeisters Georg Friedrich Leopold und der Friederike Emilie Therese Wilhelme von Mandelsloh verheiratet. Die beiden hatten acht Kinder, darunter drei Söhne. 1879 hatte das Rittergut Vorberg eine Gesamtgröße von 230,3 ha, davon waren 158 ha Acker, 34,58 ha Wiesen, 29,06 ha Hutung, 6,02 ha Wald und 2,58 ha Wasser. Der Grundsteuerreinertrag war mit 2475,76 Mark festgesetzt. Vorberg war damals an einen Oberamtmann Ernst Kümmel aus Berlin verpachtet. Der Pächter betrieb in erster Linie Rinderzucht und Milchviehwirtschaft. Wann Moritz Wilhelm Konstanz von Raschkau gestorben ist ließ sich bisher nicht ermitteln.
Der Sohn (Hans Sigismund) Oskar übernahm das Gut Vorberg, wo er am 28. Januar 1897 starb. Der letzte Besitzer des Gutes Vorberg war Bruno von Raschkau (* 1874), ein Sohn des Hans Sigismund Oskar von Raschkau. Er soll ein verschwenderisches Leben geführt haben und musste ein Stück Land nach dem anderen verpachten und/oder verkaufen. Schon 1907 hatte er den größeren Teil des Gutes verpachtet. In den Ställen des Rittergutes standen nur noch ein Pferd, 4 Stück Rindvieh, davon 2 Milchkühe, 2 Schweine und 10 Schafe. Aber auch das reichte nicht. 1941 kam es zur Zwangsversteigerung, und der Resthof wurde von dem Vorberger Bauern Wilhelm Eckert erworben. Bruno von Raschkau erhielt vom Erwerber freie Wohnung und ein wöchentliches Taschengeld von 1,50 Mark. Außerdem wurde ihm die Wäsche gewaschen und die Wohnung gesäubert. Eckert bezahlte ihm auch die Krankenversicherung. Damit gingen etwa 350 Jahre Gutsgeschichte unter den von Raschkau zu Ende.

### Kommunale Geschichte
1570 war die Feldmark des Dorfes Vorberg in 11½ Hufen eingeteilt. 1745 lebten neben der Gutsherrschaft sieben Bauern und ein Kossäte in Vorberg. Es gab außerdem eine Schäferei. 1763 wird zwischen den Bauern differenziert: zwei waren Ganzbauern (Vollbauern), fünf waren Halbbauern und ein Bewohner war Kossät.
Etwa 800 Meter südwestlich des Ortes lag eine Erhebung, die auf der topographischen Karte die Bezeichnung Weinberg trägt. Allerdings gehörte diese Erhebung nur zur Hälfte zur Gemarkung Vorberg. Die andere Hälfte gehörte zum Dorf Schönfeld. Nach Krausch hatte der dortige, zu Vorberg gehörende Weingarten 1782 eine Fläche von vier Scheffel Aussaat. Im Durchschnitt wurden hier vier Faß geerntet, die damals ein Wert von 40 Talern hatten. 1805 hatte der Weinberg eine Größe von 10 Morgen. Bis 1840 ist auch ein Winzerhaus genannt. Wie lange hier über dieses Datum hinaus Wein angebaut wurde, ließ sich bisher nicht ermitteln. Die Signatur im Urmesstischblatt ist nicht ganz eindeutig. 1864 ist das Winzerhaus jedenfalls nicht mehr erwähnt.
Bratring (1805) führt Vorberg unter den Herrschaften Beeskow und Storkow auf, er schreibt: „Vorberg/Vorwerk, Dorf und Gut, Liegt isolirt in der Nieder-Lausitz, 7 Ganzbauern, 1 Ganzkossäte, 3 Einlieger, Krug, 10 Morgen Weinberge. Das Dorf hatte 16 Häuser und 99 Einwohner. Die Dorfflur war in 14½ Hufen eingeteilt. Als Besitzer führt er den … von Raschkau zu Görsdorf auf.“ 1820 hatte Vorberg 12 Wohnhäuser und 78 Einwohner. 1840 war der Ort auf 18 Wohnhäuser und 128 Einwohner angewachsen. 1867 wohnten in 20 Wohnhäusern 152 Personen. 1871 standen im Gemeindebezirk 15 Häuser mit 103 Einwohnern, im Gutsbezirk 4 Häuser mit 56 Einwohnern.
Nach dem 2. Weltkrieg fand in Vorberg keine Bodenreform statt, da das große Rittergut bereits aufgeteilt war. Im März 1960 gründete sich eine erste LPG. 1956 wurde der Tagebau Groß Beuchow aufgefahren und das Großkraftwerk Lübbenau gebaut. Viele Einwohner von Vorberg fanden nun auch Arbeit in der Braunkohlewirtschaft.
Vorberg lag nicht mehr innerhalb des sorbischen Sprachgebietes. Trotzdem wurde hier traditionelles sorbsches Brauchtum, wie z. B. das Stollenreiten bis in die 1950er Jahre gepflegt.

### Kommunale Zugehörigkeit
Vorberg gehörte im 14. Jahrhundert zur Herrschaft Reichwalde. Es ist aber in den Urkunden, die diese Herrschaft betreffen, nicht aufgeführt. Auch Lehmann nennt es nicht als Bestandteil dieser Herrschaft. Das Hauptargument für eine Zugehörigkeit von Vorberg zur Herrschaft Reichwalde ist aber die Belehnung der Brüder Bernhard und Nickel von Drauschwitz mit dem Dorf Vorberg durch Friedrich von Biberstein zu Beeskow und Storkow. Weiter wird in einigen Urkunden des 17. Jahrhunderts Vorberg explizit als Dorf in der Herrschaft Reichwalde bezeichnet. Vorberg wurde in der weiteren Geschichte dem Amt Storkow unterstellt, bei dem es bis 1806 verblieb. 1807 musste Preußen den Ort an das Königreich Sachsen abtreten.
Nach dem Wiener Kongress 1815 kam das Dorf Vorberg zusammen mit der Niederlausitz wieder zum Königreich Preußen. Mit der Verwaltungsreform 1816 kam Vorberg zum Kreis Calau im Regierungsbezirk Frankfurt. Nach der ersten Kreisreform in der DDR lag Vorberg vom 1. Juli 1950 bis zum 24. Juli 1952 im Landkreis Lübben (Spreewald). Mit der zweiten, umfassenden Kreisreform vom 25. Juli 1952 wurde die Gemeinde dem neu gegründeten, aber stark verkleinerten Kreis Calau im Bezirk Cottbus zugeordnet. Am 1. Januar 1957 wurde Vorberg nach Kückebusch eingemeindet.

### Kirchliche Geschichte
Obwohl im Ort ein Kirchenbau stand, war Vorberg nie selbstständiger Pfarrort, sondern seit 1355 nach Schönfeld eingepfarrt.

## Erwähnenswerte Bauwerke in Vorberg vor der Devastierung
Bis zur Devastierung stand in Vorberg eine Kapelle, die bereits in einer Urkunde von 1355 genannt ist, d. h. schon einige Zeit vor diesem Datum errichtet wurde.  Sie war aus groben Feldsteinen und auch Raseneisensteinrn gebaut. Die Innenausstattung stammte überwiegend aus der Renaissance. Die Haupttafel des Altars war eine geschnitzte Reliefplastik. Drei gotische Schnitzfiguren, Maria, Johannes und Magdalena stammten wohl von einem älteren gotischen Altar. Bei Ausgrabungen im Kircheninneren wurden im Bodenraum Reste gotischer Wandmalereien entdeckt. Die Glocke stammte aus dem 15. Jahrhundert, ein Rittergrabstein aus dem 16. Jahrhundert. Die kirchlichen Kunstgegenstände und die Funde wurden in die Kalauer Stadtkirche gebracht.
Das Herrenhaus im nördlichen Teil des Dorfes  war ein eingeschossiges Gebäude mit Mansarddach aus der Barockzeit.

## Devastierung und Erinnerung
Im Jahr 1964 wurde Vorberg zugunsten des Braunkohletagebaus Seese-West devastiert. Die Einwohner wurden umgesiedelt, die amtlich registrierte Umsiedlerzahl betrug 99 Personen.
Die frühere Ortslage befindet sich östlich des Schönfelder Sees. In der Nähe der ehemaligen Ortslage erinnert ein Gedenkstein an den Ort. Zudem treffen sich ehemalige Bewohner des Dorfes in regelmäßigen Abständen.

## Bevölkerungsentwicklung
| Jahr      | 1818 | 1840 | 1864 | 1875 | 1890 | 1910 | 1925 | 1939 | 1946 | 1950 | 1964 |
| Einwohner | 78   | 128  | 152  | 137  | 122  | 93   | 114  | 161  | 117  | 117  | 99   |